# Cultura Belgradului
Acest articol se referă la cultura din Belgrad, Serbia.
Belgrad găzduiește multe evenimente culturale anuale, printre care FEST (Festivalul de Filme din Belgrad), BITEF (Teatrul de Festivități din Belgrad), BELEF (Festivalul de Vară din Belgrad), BEMUS, (Festivalul de Muzică din Belgrad), Târgul de Cărți din Belgrad, și Festivalul de Bere din Belgrad. Ivo Andrić câștigătorul Premiului Nobel pentru Literatură, a scris cea mai cunoscută operă a sa, E un pod pe Drina..., în Belgrad. Printre alți autori cunoscuți din Belgrad se numără Branislav Nušić, Miloš Crnjanski, Borislav Pekić, Milorad Pavić, Meša Selimović. Cea mai mare parte din industria de filme a Serbiei este se află în Belgrad. Filmul Underground, care a câștigat premiul Palme d'Or în 1995 și regizat de Emir Kusturica, a fost produs în oraș. Orașul a fost unul din centrele principale al noului val iugoslav în anii 1980: VIS Idoli, Ekatarina Velika și Šarlo akrobata au fost din Belgrad. Printre alte formații rock, se află Riblja Čorba, Bajaga i Instruktori, și alții. În prezent, este centrul trupelor de scenă hip-hop Beogradski sindikat, Škabo, Marčelo și cea mai mare parte din muzica Bassivity din oraș.
Există mai multe instituții culturale străine în Belgrad, printre care Instituto Cervantes, Goethe-Institut și Centrul Culturel Français, care este situat pe strada Prințul Mihai. Alte centre culturale în Belgrad sunt American Corner, Forumul Cultural Austriac (Österreichischen Kulturforums), Consiliul Britanic, și Centrul Rusesc pentru Știință și Cultură (Российский центр науки и культуры).